# فیبر کریستال فوتونی
فیبر کریستال فوتونی (به انگلیسی: Photonic-crystal fiber)، یک کلاس جدید از فیبر نوری بر اساس خواص بلورهای فوتونیکی است. از آنجا که محبوس کردن نور در فیبر نوری معمولی داخل هسته توخالی، با ویژگی‌های حبس امکان‌پذیر نیست، فیبر کریستال فوتونی در حال حاضر استفاده‌های کاربردی در ارتباطات فیبر نوری، فیبر لیزری، دستگاه‌های غیر خطی، انتقال توان بالا، سنسورهای گازی بسیار حساس و دیگر رشته‌ها پیدا کرده است.
اصطلاح فیبر کریستال فوتونیکی توسط فیلیپ راسل در سال ۱۹۹۵–۱۹۹۷ (او در سال ۲۰۰۳ اظهار کرده است که تاریخ ایده به کار منتشر نشده در سال ۱۹۹۱ بازمی‌گردد) ابداع شد، هر چند عبارات دیگری نیز مانند فیبر میکروساختار نیز برای آن استفاده می‌شود و این از آن جهت که نامگذاری در این زمینه به‌طور کامل سازگاری ندارد. دسته‌بندی‌های مشخص تر از فیبر کریستال فوتونی شاملِ، فیبر فوتونیک باند گپ (فیبرهای کریستال فوتونی که نور را با اثرات شکاف نواری محدود می‌کنند)، فیبرهای توخالی (فیبرهای کریستال فوتونی با استفاده از سوراخ هوا در سطح مقطع)، فیبر به کمک سوراخ (فیبر کریستال فوتونی‌هایی که نور توسط هسته معمولی با شاخص بالاتر اصلاح شده توسط وجود حفره‌های هوا هدایت می‌شود) و فیبر براگ (فیبر فوتونیکِ باند گپ از حلقه‌های متحد المرکزِ فیلمِ چندلایه تشکیل می‌شوند).

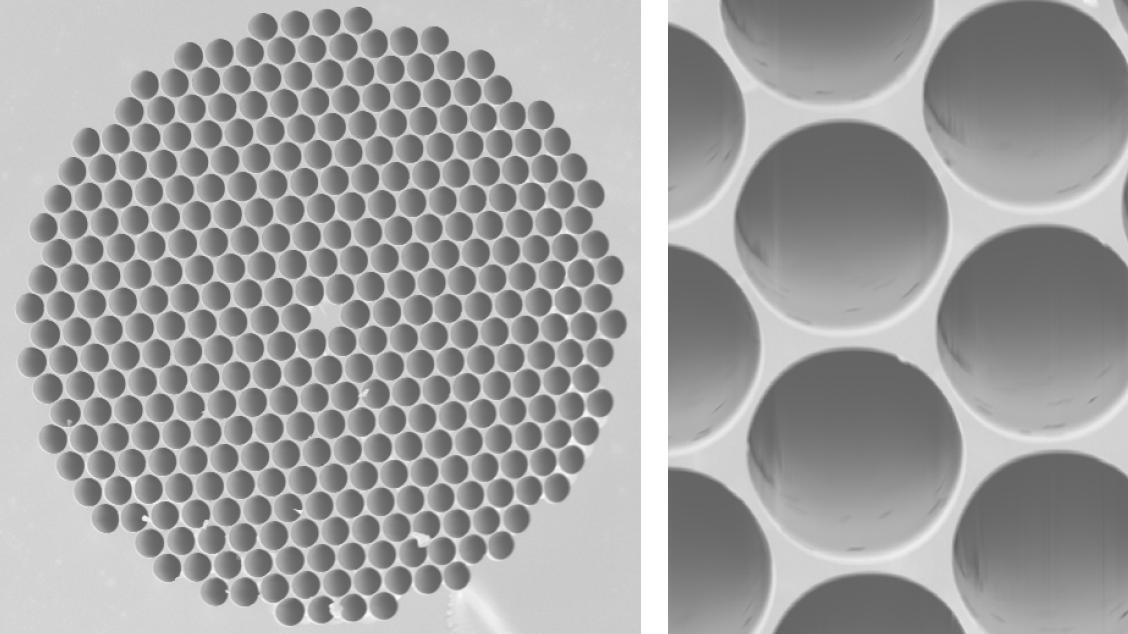
میکروگرافهای میکروسکوپ الکترونی روبشی از فیبر کریستال فوتونیک که در آزمایشگاه تحقیقات نیروی دریایی ایالات متحده تولید شده است. (سمت چپ) قطر هسته جامد در مرکز فیبر ۵ میکرومتر است، در حالی که (راست) قطر سوراخ ۴ میکرون است.

فیبرهای نوری ساختاری، فیبرهایی که بر اساس کانال‌هایی در امتداد طولشان، به Kaiser و Co در سال ۱۹۷۴ به می‌گردد. این نوع فیبرها عبارتند از فیبرهای نوری با پوشش هوا، فیبرهای نوری میکروساختار گاهی اوقات وقتی که آرایه‌ها از حفره‌هایی به صورت دوره‌ای و شبیه یک کریستال باشند به نام فیبر کریستال فوتونیکی نامیده می‌شوند. مارتلی و کانینگ متوجه شدند که ساختارهای بلوری با مناطق یکسان درون شبکه‌ای، در واقع ساختار ایده‌آلی برای کاربردهای عملی نیستند و با توجه به ساختارهای نامنظم، مانند فیبرهای فراکتالی، گزینه بهتری برای فیبرهایی که دارای تلفات پایین در خمش هستند، می‌باشند. فیبرهای نامنظم یک زیر کلاس از فیبرهای‌های نوری فرنل هستند که بیان کنندهٔ انتشار نوری شبیه به پرتوهای پراش دارند. این نوع فیبرها هم می‌تواند با استفاده از کانال‌های هوایی که به‌طور مناسب در مناطق مجازی از فیبر نوری قرار گرفته‌اند ساخته شدوند.